# Fred Noonan
Frederick Joseph "Fred" Noonan (4 de abril de 1893-desaparecido en el océano Pacífico el 2 de julio de 1937) fue un navegante aéreo, capitán marino y pionero de la aviación que primero trazó varias rutas aéreas comerciales a través del océano Pacífico durante los años 30. Fue visto por última vez en Lae, Nueva Guinea, el 2 de julio de 1937, y desapareció con Amelia Earhart en algún lugar sobre el océano Pacífico central durante su intento de vuelo alrededor del mundo.